# Samsung Galaxy Tab 3
Samsung Galaxy Tab 3  es una tableta de 7.0/8.0/10.1 pulgadas con Android 4.1.2/4.2.2 Jelly Bean, producido y comercializado por Samsung Electronics.  Pertenece a la tercera generación de la serie Samsung Galaxy Tab, que también incluye un modelo de 7 pulgadas y otro de 8 pulgadas. Debutó el 24 de junio de 2013 y salió a la venta en los Estados Unidos el 7 de julio de 2013. Es el sucesor de la Samsung Galaxy Tab 2
- Datos: Q16599876
- Multimedia: Samsung Galaxy Tab 3 / Q16599876